# 桜滝
桜滝（さくらだき）は、大分県日田市にある滝。慈恩の滝、観音の滝とともに天瀬三瀑（天瀬の三瀑）のひとつとされる。

## 概要
五馬高原に源流を発し、玖珠川に合流する合楽川にかかる滝で、落差約25m、幅約15m。水量が豊富で、流れ落ちる滝水が無数の非常に細かい筋になり、飛沫が桜の花のようであることから、桜滝という名が付けられたとされる。享和3年（1803年）に書かれた豊後国の地誌である『豊後国志』でも「砕け散ること花の如く、流下することすだれの如し。」と、この滝の繊細な美しさが賞賛されている。
慈恩の滝、桜滝、観音の滝の三瀑に、楓葉の滝（かえでのたき）、山伏の滝（山法師滝、やんぶしのたき）、夕日の滝を加えて天瀬六瀑と呼ばれる。
2019年4月9日放送の「マツコの知らない世界」では、楽をして秘境に行ける滝として「女性にオススメしたい滝3選」の1位に選ばれた。

## 交通
- 鉄道：JR九州久大本線天ヶ瀬駅から徒歩約10分[1]。